# Loum Tchaouna
Loum Tchaouna, född 8 september 2003 i N'Djamena, Tchad, är en fransk-tchadisk fotbollsspelare (anfallare) som spelar för Salernitana i Serie A.

## Klubbkarriär
Den 31 augusti 2023 värvades Tchaouna av Salernitana, där han skrev på ett treårskontrakt. Han debuterade i Serie A den 3 september 2023 i en 2–0-förlust mot Lecce, där han blev inbytt i den 80:e minuten mot Lorenzo Pirola.